# Inuman
Inuman is een bestuurslaag in het regentschap Kuantan Singingi van de provincie Riau, Indonesië. Inuman telt 253 inwoners (volkstelling 2010).